# Février 2009 aux États-Unis
Les évènements de l'année 2009 aux États-Unis. 
2007 aux États-Unis - 2008 aux États-Unis - 2009 aux États-Unis - 2010 aux États-Unis - 2011 aux États-Unis
 2007 par pays en Amérique - 2008 par pays en Amérique - 2009 - 2010 par pays en Amérique - 2011 par pays en Amérique 
Janvier - Février - Mars - Avril - Mai - Juin - Juillet - Août - Septembre - Octobre - Novembre - Décembre

## Chronologie

### Dimanche1erfévrier 2009
Économie
- Californie : Le Los Angeles Times va supprimer 300 nouveaux postes, dont 70 de journalistes. Il va aussi supprimer son cahier « Californie » pour le fondre dans ses pages d'informations nationales et internationales. En 2001, le journal employait 1 200 salariés pour passer désormais en dessous des 600. Sa maison-mère, le groupe Tribune, a annoncé en décembre 2008 se placer « volontairement » sous la protection de la loi sur les faillites, ce qui lui permet de restructurer tout en protégeant ses actifs des créditeurs[1].

Sports

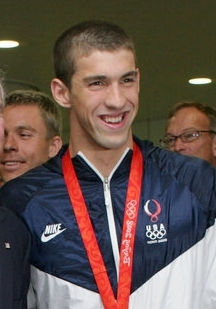
Michael Phelps
(août 2008), J.O. Pékin

- Les « Pittsurgh Steelers » de Pennsylvanie ont battu les « Arizona Cardinals » par 27 à 23, à Tampa (Floride), lors du 43e Superbowl, devenant ainsi champions de football américain pour la sixième fois de l'histoire de la Ligue nord-américaine. Le prix moyen pour trente secondes de publicité était fixé à trois millions de dollars (2,26 millions d'euros), en hausse de plus de 10 % par rapport à 2008.
- Le nageur Michael Phelps, huit fois médaillé d'or aux JO de Pékin, présente ses excuses pour sa conduite « regrettable » et « son erreur de jugement », après avoir été dénoncé par le tabloïd dominical anglais, News of the World, pour avoir fumé du cannabis. Le journal avait publié des photos compromettantes le montrant en train d'inhaler l'air d'une pipe à eau en verre, un « bong », généralement utilisée pour fumer du cannabis. La photo a été prise le 6 novembre dernier, soit moins de trois mois après les exploits de Phelps à Pékin, à l'occasion d'une fête à l'Université de Caroline du Sud où s'était rendu le nageur[2].

Affaires diverses
- Les garde-côtes américains n'utilisent plus désormais que les formats numériques pour recevoir les signaux de détresse « par l'intermédiaire de radiobalises de détresses Emergency Position Indicating Radio Beacon (EPIRB) sur la fréquence numérique 406-MHz » et abandonnent le système analogique comme l'ensemble des médias audiovisuels.

### Lundi2 février 2009
Politique

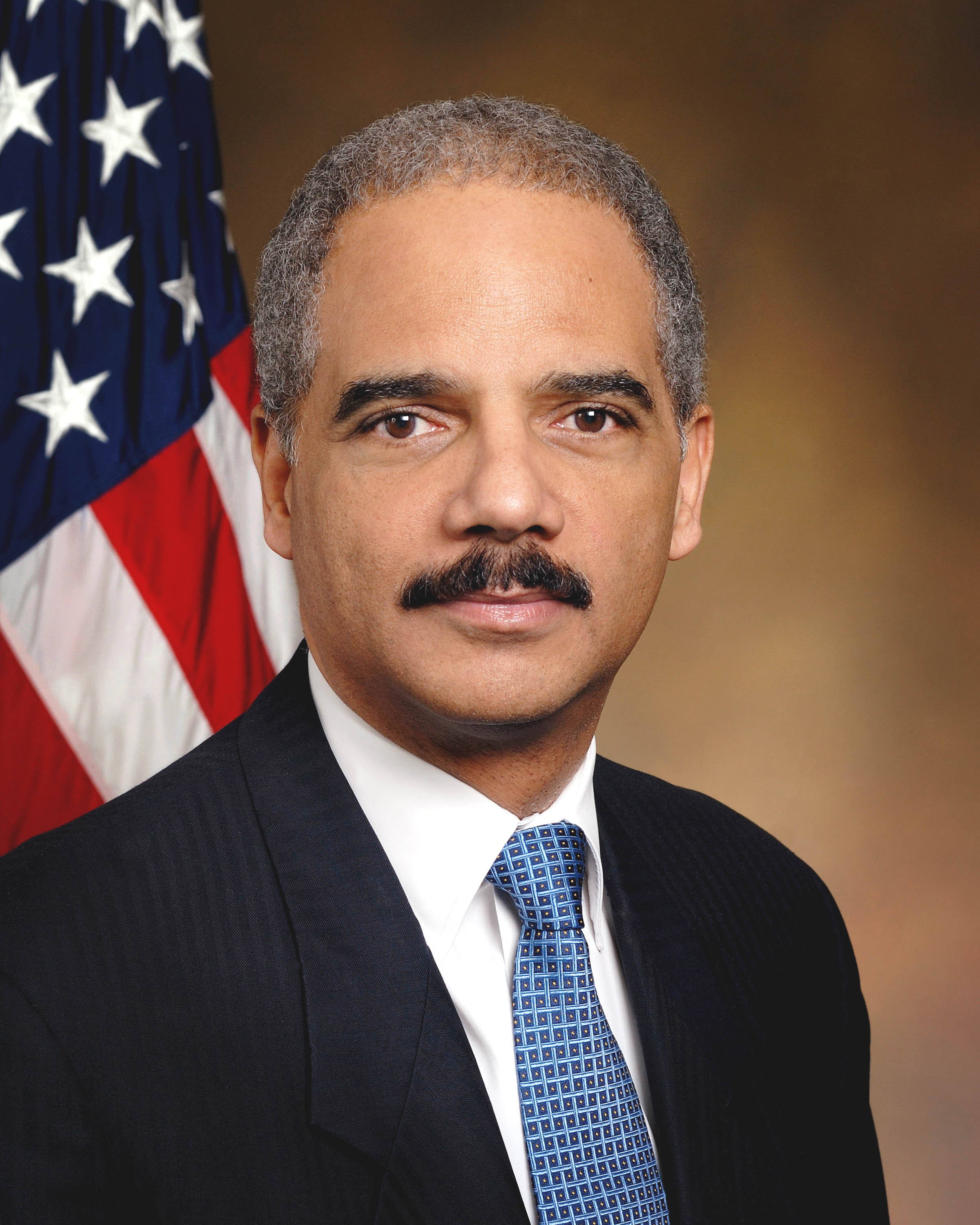
Eric Holder
(février 2009)

- Nouvelle administration du président Barack Obama : Eric Holder (58 ans) est le premier Noir à occuper le poste très sensible de ministre de la Justice des États-Unis. Il était le premier Noir à être devenu en 1993 procureur général de Washington, un des postes les plus cotés parmi les juristes américains. Plusieurs fois retardée, sa nomination a été confirmée par le Sénat après 3 heures de débat par 75 voix contre 21. Les sénateurs républicains lui reprochaient, outre ses positions progressistes sur le port d'arme, d'avoir conseillé au président Bill Clinton de gracier l'homme d'affaires Mark Rich poursuivi pour évasion fiscale.

Économie
- Le président Barack Obama met en garde le Sénat contre l'intégration de clauses protectionnistes dans la version finale du plan de redressement économique qu'il examine cette semaine, ce qui, selon lui, pourrait déclencher une guerre commerciale. Il s'agit d'un dispositif controversé du plan de relance de 819 milliards de dollars, déjà adopté par la Chambre des représentants, appelé « Acheter Américain ».
- Selon les chiffres officiels corrigés des variations saisonnières, les dépenses de consommation des ménages américains ont baissé en décembre pour le sixième mois consécutif et ont accentué leur repli en reculant de 1 % par rapport à novembre. La baisse de décembre est supérieure aux prévisions des analystes, qui tablaient sur un repli de 0,6 % après 0,8 % en novembre et 1,1 % en octobre.
- Le groupe de distribution Macy's présente son plan de 400 millions de dollars annuels pour réduire ses coûts fixe. Parmi les mesures : la suppression de 7 000 postes de travail, soit 4 % de ses effectifs, la réduction de 5 cents du dividende trimestriel et la fermeture de 11 magasins aux performances jugées insuffisantes.

Affaires diverses
- Un soldat américain, Andre Shepherd (31 ans), en service dans une base américaine en Allemagne et qui a déserté parce qu'il ne voulait pas servir en Irak, a déposé une demande d'asile devant l'Office allemand chargé de l'immigration, affirmant qu'il risque la prison s'il est expulsé. Une directive de l'Union européenne de 2004 stipule que le droit d'asile doit être accordé aux individus qui refusent de participer à un conflit lorsque cela supposerait de commettre des « crimes de guerre ou des crimes contre l'humanité »[3].
- Un groupe d'organisations opposées à l'immigration, « chapeautant des groupes professionnels du secteur du commerce, des organisations spécialisées dans la population/l'environnement, et des groupes partisans d'une réforme de l'immigration, » lance une campagne télévisée pour appeler à mettre fin à l'entrée sur le territoire américain d'un million et demi de travailleurs étrangers qualifiés. La campagne dénonce l'immigration d'un million et demi de travailleurs qualifiés aux États-Unis alors que deux millions et demi d'Américains ont perdu leur emploi[4].
- Le groupe internet Google annonce le lancement de la cinquième version de son site de cartographie Google Earth 5.0, avec pour principale nouveauté la possibilité d'explorer les fonds sous-marins et de se documenter sur la vie océanique. La fonctionnalité « Océan » permet désormais aux internautes de découvrir, en trois dimensions, « le relief des profondeurs des océans », qui « recouvrent plus de 70 % de la surface de la Terre et sont pourtant encore peu explorés ». « Nous avons travaillé avec plus de 80 organismes scientifiques privés et publics ». « Océan » fournit également aux utilisateurs des informations, des photos et des vidéos sur 20 thèmes, telles que les zones marines protégées, l'observation de l'évolution de la faune ou encore les meilleurs emplacements de surfs dans le monde. Près d'un millier de séquences filmées sont ainsi disponibles, notamment les images des expéditions du commandant Cousteau[5].

### Mardi3 février 2009
Politique

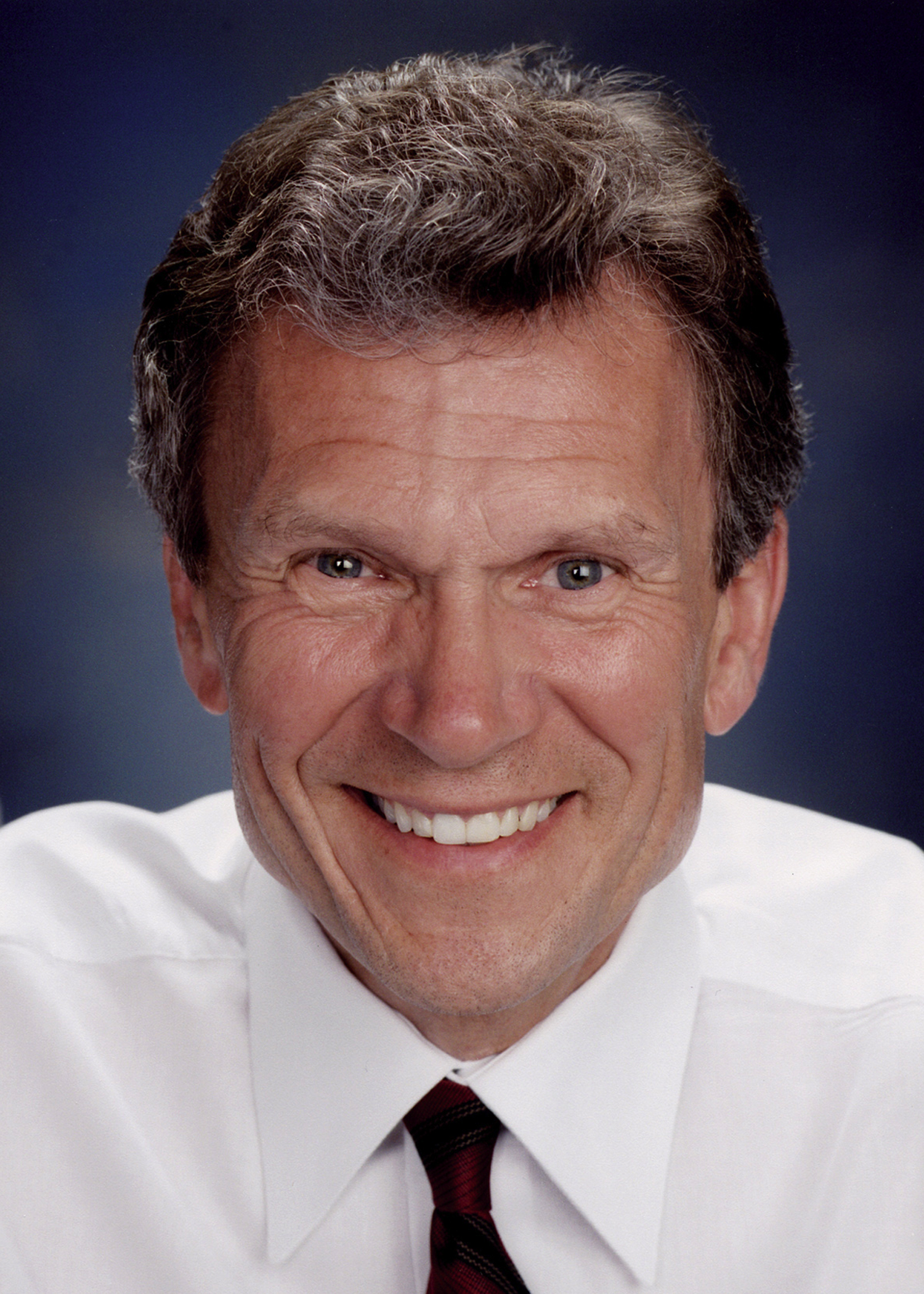
Tom Daschle
(octobre 2006)

- Nouvelle administration du président Barack Obama : Le sénateur Tom Daschle, pressenti au poste de secrétaire à la santé, annonce qu'il renonce au poste en raison de problèmes avec le fisc après avoir publié une lettre d'excuses plaidant l'erreur de bonne foi pour expliquer ses ennuis fiscaux. Il a versé 140 000 dollars d'arriérés d'impôts et d'intérêts au fisc. Plus tôt dans la journée, la responsable choisie par le président pour instaurer la rigueur dans la gestion et les dépenses fédérales a aussi annoncé renoncer à ces fonctions en raison d'ennuis fiscaux.

Économie
- L'équipementier de matériel de télécommunication Motorola annonce une perte nette 2008 de 4,16 milliards de dollars en 2008, causée en grande partie par d'importantes provisions passées au quatrième trimestre.

### Mercredi4 février 2009
Politique

Richard "Dick" Cheney
(2003)

- L'ancien vice-président Dick Cheney estime que la politique antiterroriste de l'administration Obama expose les États-Unis à des attentats nucléaires ou biologiques très graves. Selon lui, le nouveau président va regretter sa décision de fermer le camp de détention de Guantanamo et de mettre fin aux techniques controversées d'interrogatoire des suspects de terrorisme, assimilées à de la torture : « Ce sont des gens qui font le mal. Et nous ne gagnerons pas cette bataille en tendant l'autre joue [...] Une arme nucléaire ou un agent biologique [constitue la] plus grande menace [qui] pourrait entraîner la mort de centaines de milliers de personnes [elle est] du genre de celles dont on doit passer un temps énorme à se prémunir [or] je pense qu'une tentative de ce genre est hautement probable »[6].
- Le sénateur républicain de l'Arizona, John McCain, dépose un amendement au plan de relance de l'économie américaine supprimant une clause protectionniste controversée, intitulée « Achetez américain » (« Buy american »), et qui a provoqué de vives réactions de l'Union européenne et du Canada. Dans la soirée, le Sénat rejette l'amendement du sénateur McCain par 65 voix contre 31. Parmi ses autres décisions, le Sénat a voté une réduction d'impôts de 10 % de la valeur du logement acheté, pour les familles qui achètent leur logement, afin de stimuler l'industrie du bâtiment, pour un montant maximum de 15 000 dollars (11 731 euros).

Économie
- La liste complète des victimes directes de l'escroc Bernard Madoff est révélée par le tribunal de New York chargé de la liquidation de ses entreprises et de ses activités. Parmi elles, l'acteur John Malkovich, les retraités de Long Island, la banque française BNP Paribas, la fondation Steven Spielberg et le présentateur vedette de CNN Larry King[7].

Affaires diverses
- L'industrie pétrolière américaine est parvenue à un accord avec le syndicat United Steelworkers (USW) qui représente les ouvriers du secteur, qui menaçaient de se mettre en grève pour obtenir une convention collective plus favorable. Les négociations bloquaient principalement sur les questions salariales, à un moment où les compagnies pétrolières voient leurs bénéfices fondre avec la crise économique. L'activité des raffineries américaines supporte une consommation d'essence et de produits pétroliers raffinés qui est descendue à des niveaux historiquement bas.
- Exécution par injection dans le Tennessee d'un homme de 55 ans accusé du double meurtre d'un couple de personnes âgées dont les corps sans vie ont été retrouvés dans leur maison en flamme du comté de Jacksonville. L'autopsie a démontré que le couple avait reçu plusieurs balles avant l'incendie et que la femme n'était pas morte quand son corps avait pris feu[8].

### Jeudi5 février 2009
Politique
- Le président Barack Obama estime que l'économie américaine est chaque jour « plus malade », afin de maintenir la pression sur le Congrès et sur ses adversaires républicains et faire adopter au plus vite un gigantesque plan de relance au moment où les démocrates et les républicains s'opposent au Congrès sur un tel plan de relance : « Notre économie est chaque jour plus malade et c'est maintenant qu'il faut administrer le remède qui remettra les Américains au travail, fera repartir notre économie et investira dans une croissance durable [...] Il n'échappe plus à personne à présent que la crise économique dont nous avons hérité est la plus profonde et la plus terrible que nous ayons connue depuis la Grande dépression [...] Si rien n'est fait, cette récession pourrait durer des années. Notre économie perdra cinq millions d'emplois supplémentaires. Le chômage approchera les 10 %. Notre pays sombrera plus profondément dans une crise qu'à un moment donné nous risquons de ne plus pouvoir résorber ».

Économie
- Le groupe financier de cartes de crédit Visa publie un bénéfice net en hausse de 35 % à 574 millions de dollars, au quatrième trimestre 2008, à comparer avec un bénéfice de 424 millions un an auparavant. Il annonce être « en mesure » d'atteindre ses objectifs annuels malgré une dégradation attendue de l'économie en 2009.
- Le pays compte à ce jour 4,8 millions de chômeurs indemnisés (7,6 % de la population), soit le plus grand nombre jamais relevé depuis le début de la publication de cette statistique en 1967.
- Le groupe de cosmétiques Estée Lauder annonce la suppression de 2 000 postes de travail sur deux ans, soit 6 % de ses effectifs. Son bénéfice trimestriel est en chute de près de 30 %.
- Le Fonds monétaire international affirme que la crise de l'immobilier aux États-Unis et dans d'autres pays présente « un risque d'une correction plus profonde et plus longue » que prévu, avec des prix qui continueraient à baisser pendant toute l'année 2010 sur fond de montée du chômage et de morosité de l'ensemble des secteurs.

Affaires diverses
- La SEC annonce avoir démantelé une escroquerie qui visait des investisseurs européens, contraints de payer des commissions exorbitantes sur des transactions présentées comme potentiellement très rémunératrices. L'escroquerie portant sur « au moins 44,2 millions de dollars » a touché, entre mars 2007 et décembre 2008, 1 400 investisseurs « du Royaume-Uni, d'Allemagne et d'autres pays européens ». Elle consistait à faire acheter des actions américaines au cours très bas (moins de 5 dollars), échangées de gré à gré, en faisant croire soit qu'il n'y aurait pas de commission, soit qu'elle serait aux alentours de 1 %, alors que celle-ci « dépassait les 60 % » en réalité, soit au moins 29 millions en commissions[9].
- La juge Susan J. Crawford (en), qui préside les tribunaux d'exception de Guantanamo, retire les charges pesant sur le Saoudien Abd al-Rahim al-Nashiri, principal suspect de l'attentat contre le navire USS Cole, interrompant de fait la procédure judiciaire comme l'a demandé le président Barack Obama. Cependant « elle a retiré les charges sans préjudice, c'est-à-dire qu'elles peuvent être rétablies ».
- Jennifer Figge est la première femme à avoir traversé l'Atlantique à la nage. Partie à la nage depuis le Cap-Vert (12 janvier) elle est arrivée à Trinidad, elle a affronté des vagues de neuf mètres et des vents forts. Initialement elle voulait nager jusqu'au Bahamas, soit une distance de 3 380 km, mais le temps peu clément l'a fait dériver de 1 610 km.

### Vendredi6 février 2009
Politique
- Les membres du groupe bipartite du Sénat (démocrates et républicains) sont parvenus à trouver un accord sur le plan destiné à sortir l'économie américaine de la crise. Le plan du président Barack Obama, dit « de relance et de réinvestissement public », estimé initialement à 825 milliards de dollars (638 milliards d'euros), est passé en cinq jours de débats au Sénat à 937 milliards avant d'être ramené à 780 milliards.
- Le vice-président Joe Biden réalise sa première intervention à la conférence sur la sécurité annuelle de Munich (Allemagne) et lance un message d'ouverture aux dirigeants de la planète : « Nous allons pratiquer le dialogue. Nous allons écouter. Nous allons consulter. L'Amérique a besoin du reste du monde tout comme, je crois, le reste du monde a besoin de l'Amérique ».

Économie
- Le groupe pétrolier hispano-argentin Repsol YPF annonce la découverte d'un « grand » gisement de pétrole en eau profonde dans les eaux américaines du Golfe du Mexique, sans fournir d'estimations de réserves ou production. La découverte a eu lieu dans le puits de Buckskin, dans le Keathley Canyon, à 300 kilomètres de la côte de Houston. Repsol est l'opérateur chargé de l'exploration. Il fait partie du consortium qui a fait la découverte à hauteur de 12,5 %, ses partenaires sont l'Américain Chevron (55 %), le Danois Maersk oil America (20 %) et l'Américain Samson Offshore Company (12,5 %).
- Le ministère du travail publie les chiffres officiels de l'emploi corrigés des variations saisonnières : 598 000 emplois ont été supprimés en janvier 2009. Le service statistique corrige aussi à la hausse ses chiffres pour décembre 2008 avec 577 000 suppressions contre 524 000 annoncés initialement. Le taux de chômage s'établit à 7,7 % (+0,5 point), son plus haut niveau depuis septembre 1992.

Affaires diverses

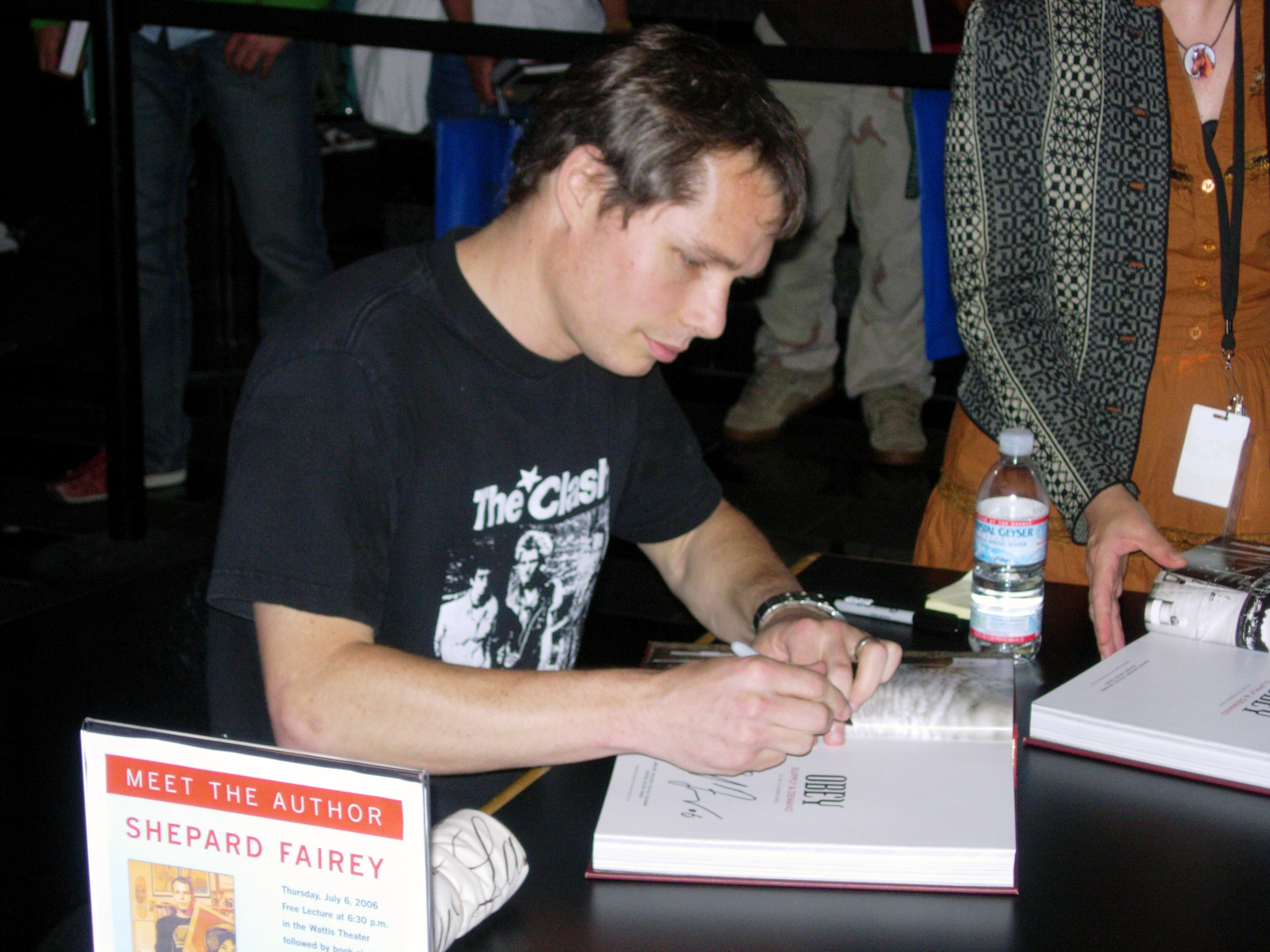
Shepard Fairey
(avril 2007)

- Décès à Los Angeles du rockeur canadien Dewey Martin (66 ans), le batteur du groupe de rock Buffalo Springfield. Il faisait partie des fondateurs de Buffalo Springfield en 1966 avec le Canadien Neil Young et le Texan Stephen Stills. L'année suivante, ce groupe de country rock avait publié For what it's worth, chanson emblématique de la révolte de la jeunesse de l'époque et devenu un grand classique de la bande FM.
- Décès à Malibu de l'acteur James Whitmore (87 ans) d'un cancer du poumon. Il a joué des seconds rôles dans plusieurs dizaines de films et a été nommé aux Oscars à deux reprises.
- L'artiste de rue Shepard Fairey qui s'est rendu célèbre pour son affiche en rouge, blanc et bleu de Barack Obama, flanquée du slogan « Hope », est arrêté à Boston pour des graffitis dont il serait l'auteur sur deux immeubles avec un motif qu'il utilisait lors d'une précédente campagne artistique, « André le Géant ».

### Samedi7 février 2009
Économie
- Deux nouvelles banques régionales ont été fermées par les autorités et leurs dépôts ont été repris par des banques concurrentes. Il s'agit de la County Bank de Merced (Californie, 1,7 milliard de dollars en actifs et 1,3 milliard de dollars en dépôts), de Alliance Bank de Culver City (Californie, 1,14 milliard en actifs et 951 millions de dollars en dépôt).

### Lundi9 février 2009
Politique
- Première conférence de presse télévisée du nouveau président Barack Obama depuis la Maison-Blanche. Selon les observateurs, il a nettement marqué une rupture avec la politique menée par son prédécesseur, George W. Bush, dans deux grands domaines, l'économie et la politique étrangère. En économie, il estime que seul le gouvernement fédéral est à même de ranimer une économie atone, rompant ainsi avec la doctrine d'un gouvernement minimal soutenue par Ronald Reagan et reprise en héritage par George W. Bush.
- Californie : Trois juges se prononçant dans une plainte en nom collectif de détenus, estiment que les prisons sont trop surpeuplées ce qui viole les droits constitutionnels des détenus. La Californie devra libérer plusieurs dizaines de milliers de prisonniers afin de réduire la surpopulation carcérale. Les prisons californiennes sont parmi les plus surpeuplées des États-Unis, abritant environ 170 000 détenus pour 100 000 places théoriques. Les juges ont estimé que le but était de revenir à un taux d'occupation situé « entre 125 et 140 % ».

Affaires diverses

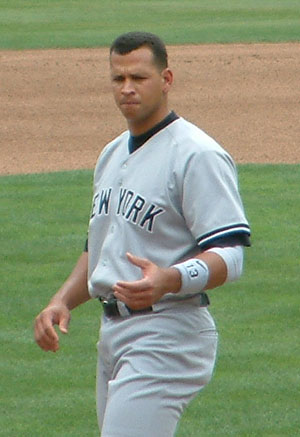
Alex Rodriguez
(mai 2004)

- Dans le cadre de l'Affaire Madoff, la Securities and Exchange Commission (SEC) annonce le départ de la responsable chargée de veiller à la bonne application de sa réglementation, du fait de ses insuffisances dans ce domaine. Linda Chatman Thomsen qui dirigeait ce service depuis 2005, a été contrainte à défendre fin janvier le bilan de l'organisme devant une commission bancaire du Sénat.
- Lindsey Vonn gagne la descente féminine des Championnats du monde de Val d'Isère après sa médaille dans le super-géant féminin.
- Le célèbre joueur de baseball, Alex Rodriguez (33 ans), admet s'être dopé pendant trois ans entre 2001 et 2003, alors qu'il jouait pour les Texas Rangers, ce qui porte un nouveau coup à la crédibilité d'un sport en pleine tourmente depuis cinq ans. Il est le joueur, le mieux payé de l'histoire du baseball avec ses 27,5 millions de dollars annuels versés par les New York Yankees[10].

### Mardi10 février 2009
Politique
- Le secrétaire au Trésor, Timothy Geithner, présente une nouvelle version du plan de sauvetage du système financier, censée modifier et compléter le plan de 700 milliards de dollars voté en octobre par le Congrès, à la demande de l'administration Bush. L'État a déjà dépensé 350 milliards de dollars dans le cadre de ce plan et doit arrêter sa stratégie sur la meilleure façon d'utiliser l'autre moitié de l'enveloppe. Il s'agit, selon Timothy Geithner, de « relancer le crédit », de « nettoyer et renforcer les banques » et de « fournir une aide vitale pour les propriétaires immobiliers et les petites entreprises », cependant, il rejette l'idée de la nationalisation bancaire  invoquée par certains pour se débarrasser des actifs toxiques et purifier le système bancaire, ce qui va déclencher une vaste polémique dans les jours suivants.

Économie
- Le constructeur automobile General Motors annonce la réduction de son personnel administratif de 10 000 postes de travail dès 2009.

### Mercredi11 février 2009
Économie
- Le déficit fédéral a enregistré un montant record pour les quatre derniers mois à 598 milliards de dollars.
- Les deux chambres du Congrès américain sont parvenues à un compromis sur le plan de relance s'élevant désormais à 789 milliards de dollars. Il comporte plus d'un tiers d'allègements fiscaux. Les deux chambres vont devoir adopter ce texte de compromis avant de le soumettre au président Barack Obama pour promulgation. Ce plan destiné à faire face à la crise économique, vise à créer 3,5 millions d'emplois, a déclaré M. Reid.

Affaires diverses
- Une tornade de près d'un kilomètre de large a balayé l'Oklahoma faisant au moins 8 morts, rasant les maisons préfabriquées, balayant les lignes électriques et écrasant les voitures sur son passage.
- La Société américaine de médecine reproductive annonce l'ouverture d'une enquête après la naissance d'octuplés d'une femme déjà mère de six enfants et ses déclarations expliquant avoir bénéficié de la technique de fécondation in vitro (FIV) pour ses 14 enfants dans la même clinique de Beverly Hills, à Los Angeles. Sur la chaîne NBC, la jeune femme de 33 ans a raconté qu'on lui avait implanté six embryons pour chacune de ses six grossesses, ce qui avait débouché sur quatre naissances uniques, puis des jumeaux, et enfin les fameux octuplés qui ont lancé le débat et fait sa célébrité.
- Selon les enquêteurs, l'épouse de l'escroc Bernard Madoff a retiré 15,5 millions de dollars peu avant l'arrestation de son mari le 11 décembre dernier, soit 5,5 millions $ le 25 novembre et 10 millions $ le 10 décembre de « Cohmad Securities », une société de courtage dont Bernard Madoff était coactionnaire.

### Jeudi12 février 2009
Politique

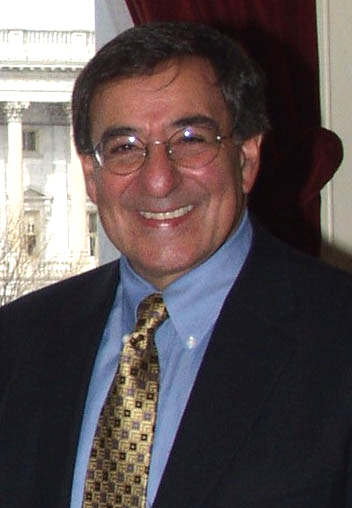
Leon Panetta
(décembre 2006)

- Le Sénat approuve la nomination de Leon Panetta, ancien secrétaire général de la Maison Blanche sous le président Bill Clinton, comme nouveau directeur de la CIA. Lors de son audition, « il a promis à la commission sénatoriale du renseignement qu'il n'autoriserait pas les techniques d'interrogation coercitives, les prisons secrètes, ou le transfert de terroristes présumés dans des pays pratiquant la torture ».

Économie
- Le constructeur automobile General Motors propose des incitations au départ à la retraite à 22 000 des 62 000 membres du syndicat de mécaniciens UAW travaillant pour lui. Cette proposition fait partie du plan d'affaires que GM doit présenter aux autorités fédérales la semaine prochaine pour justifier les milliards de dollars d'aide dont il a bénéficié. Cette aide au départ consiste en 20 000 dollars d'indemnisation et en un bon pour 25 000 dollars destiné à l'achat d'un nouveau véhicule.
- Le groupe de médias Viacom annonce un bénéfice net 2008 en baisse de 32 % en 2008, à 1,25 milliard de dollars, du fait de l'importante restructuration et des ventes atones.

Affaires diverses

Abraham Lincoln

- Californie : Un homme d'une vingtaine d'années est mort à San José (70 km au sud-est de San Francisco) après avoir reçu une décharge d'un pistolet à impulsions électriques Taser lors d'une intervention des forces de l'ordre alors que les policiers n'arrivaient pas à le maîtriser. L'homme a perdu connaissance et sa mort a été constatée peu après. En décembre, Amnesty International a publié un rapport sur les Taser, affirmant que ces derniers peuvent tuer et doivent être réservés aux situations extrêmes.
- Un manuscrit d'Abraham Lincoln a été adjugé 3,4 millions de dollars par la maison d'enchères Christie's à New York, jour du 200e anniversaire du président américain qui a aboli l'esclavage. Il s'agit d'une allocution de 4 pages prononcée le 10 novembre 1864 depuis une fenêtre de la Maison-Blanche. Juste après sa réélection, Lincoln appelait à l'Union du pays en pleine guerre de Sécession. Le document appartenait depuis 1928 à une bibliothèque rurale de l'État de New York, qui a décidé de le mettre en vente pour financer la construction d'un autre bâtiment.
- Alabama : Un homme de 49 ans est exécuté par injection mortelle pour avoir violé puis étranglé sa belle-fille de 12 ans, en janvier 1983, dont il avait la garde avec son petit frère pendant que leur mère était hospitalisée.  Depuis 2001 et la fixation d'une première date d'exécution, il réclamait que des tests ADN soient effectués à partir des éléments prélevés lors de l'autopsie du corps de la petite fille. Mais l'État de l'Alabama a égaré ces éléments. L'État de l'Alabama est un des six derniers Etats du pays à refuser d'effectuer des tests ADN disculpatoires après la condamnation.

### Vendredi13 février 2009
Politique
- La Chambre des représentants approuve le plan de relance économique défendu par le président Barack Obama, pour un montant de 787 milliards de dollars, par 246 voix contre 183.
- Une coalition d'organisations en faveur de la dépénalisation de la marijuana lance un boycott du groupe alimentaire Kellogg's qui a suspendu son parrainage du nageur Michael Phelps, photographié dans une soirée en train de fumer du cannabis : « Nous pensons qu'il est hypocrite de rejeter l'athlète le plus accompli du pays pour quelque chose que 40 % de la population adulte américaine a également fait ». . L'entreprise a fait savoir que les agissements de Phelps n'étaient « pas en accord » avec l'image des céréales.

Affaires diverses
- Un avion de type Bombardier Q 8-400 (vol 3407 Continental Airlines affrété par Pinacle Air), assurant une liaison entre Newark, dans le New Jersey, et l'aéroport de Buffalo Niagara International, s'écrase sur une maison de Clarence Center, à une trentaine de kilomètres de Buffalo, se transformant en une boule de feu et tuant les 49 personnes à bord et une personne au sol. C'est le premier accident aérien mortel d'un avion d'une compagnie aérienne aux États-Unis, deux ans et demi après l'accident du vol 191 Comair.

### Samedi14 février 2009
Affaires diverses
- Mort en Californie du scientifique Jack Cover (88 ans), inventeur du pistolet électrique Taser.

### Dimanche15 février 2009
Politique
- Le président Barack Obama a décidé de constituer au sein de son administration une équipe vouée à la restructuration du secteur automobile abandonnant l'idée de nommer un « M. Automobile » doté de pouvoirs importants chargé seul de ce dossier politiquement sensible.  Le secrétaire au Trésor, Timothy Geithner, a été désigné pour superviser les prêts aux industriels de l'automobile et il devrait coprésider la nouvelle « task force » au côté de Lawrence Summers, principal conseiller économique de la Maison-Blanche. General Motors et Chrysler doivent soumettre prochainement leurs plans stratégiques censés assurer leur viabilité, après avoir reçu 13,4 milliards de dollars d'aides publiques à la fin du mandat de George W. Bush.

Affaires diverses

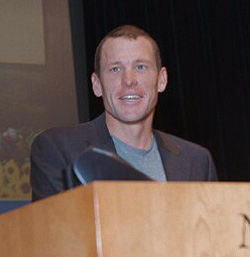
Lance Armstrong
(novembre 2003)

- Californie : Le vélo du contre-la-montre du champion Lance Armstrong a été dérobé dans un camion sans label Astana garé derrière l'hôtel de l'équipe à Sacramento, ainsi que les vélos de trois de ses coéquipiers d'Astana.
- Anniversaire des 50 ans de la poupée Barbie.

### Mardi17 février 2009
Politique
- Le président Barack Obama a signé un gigantesque plan de relance de 787 milliards de dollars qui représente selon lui le « début de la fin » de la profonde crise économique traversée par les États-Unis et pose les fondations d'« un changement réel et durable pour les générations à venir ». Le président engage sa crédibilité sur ce plan, à base d'allégements fiscaux (287 milliards) et de programmes de dépenses publiques (500 milliards), expliquant que son succès personnel dépendra de l'efficacité de ces mesures. Selon lui le plan sauvera ou créera plus de 3,5 millions d'emplois en deux ans, alors que le chômage frappe désormais 7,7 % de la population active, et jettera les bases d'une nouvelle économie au développement durable. Le plan de soutien comporte, entre autres, un volet de financement de programmes liés aux nouvelles technologies et à l'environnement.

Économie
- Le constructeur automobile General Motors reçoit une troisième aide de 4 milliards de dollars pour échapper à la faillite. Au total, l'entreprise a reçu depuis décembre 2008 17,4 milliards $ avec cette aide. Cependant, le groupe pourrait être à court de trésorerie dès le mois de mars et prévoit de sacrifier 47 000 emplois pour se redresser.

Affaires diverses
- Une « alliance internationale » regroupant 35 cabinets d'avocats de 22 pays, soit près de 5 000 juristes, s'est constituée à Madrid pour travailler à la défense des personnes victimes de la fraude du financier américain Bernard Madoff. Selon son président Javier Cremades, cette « initiative prétend articuler la défense juridique internationale des quelque trois millions de personnes touchées par l'escroquerie planétaire » et devrait engendrer environ 22 000 procédures dans le monde.
- Californie : Quelque vingt mille fonctionnaires sont informés qu'ils risquent de perdre leur emploi en raison des graves difficultés budgétaires de l'État, soit 20 % des fonctionnaires. Le gouverneur Arnold Schwarzenegger est engagé depuis des mois dans un bras de fer avec les parlementaires de l'État, majoritairement démocrates, sur la question des finances. Le Sénat de Californie n'a pas réussi à adopter lundi un budget prévoyant 14 milliards de dollars de nouveaux impôts et 15 milliards de réductions de dépenses pour combler un déficit prévisionnel de 42 milliards, la majorité des deux tiers étant requise.
- Le financier escroc texan Robert Allen Stanford est soupçonné d'avoir orchestré non seulement une fraude de 8 milliards de dollars centrée sur sa filiale basée à Antigua, mais également une fraude annexe de 1,2 milliard de dollars, liée à la vente pour 1,2 milliard de dollars de parts d'un fonds commun de placement baptisé SAS (Stanford Allocation Strategy), en falsifiant ses performances passées. Robert Allen Stanford a vu ses actifs gelés, ainsi que ceux de trois de ses sociétés. La maison-mère Stanford Financial Group, dont les origines remontent à 1932, revendique des clients dans 140 pays, et des actifs sous gestion s'élevant à 50 milliards de dollars.

### Mercredi18 février 2009
Économie
- Le syndicat des ouvriers de l'automobile UAW annonce qu'il a conclu des accords préliminaires avec les constructeurs General Motors, Ford et Chrysler pour les aider à se restructurer.
- Le producteur de pneumatiques Goodyear Tire and Rubber annonce prévoir 5 000 réductions d'effectifs supplémentaires et un gel des salaires en 2009. Ces suppressions s'ajoutent aux 4 000 déjà réalisées au second semestre 2008. En 2008, Goodyear a essuyé une perte nette de 77 millions de dollars, contre un bénéfice de 602 millions l'année précédente. En revanche, son chiffre d'affaires a résisté, s'établissant à 19,48 milliards de dollars, contre 19,64 en 2007.

Affaires diverses
- Californie : La Cour suprême de Californie refuse de classer l'affaire Roman Polanski, des faits qui se sont déroulés il y a 31 ans, tant que le réalisateur est en fuite. Le juge de Los Angeles, Peter Espinoza laisse cependant la porte ouverte jusqu'au 7 mai, au cas où Roman Polanski déciderait de revenir et de se montrer à la Cour. Le réalisateur est poursuivi pour avoir eu des relations sexuelles avec une enfant de 13 ans en 1977. Après un premier court séjour en prison, il choisit l'exil en France d'où il poursuivra sa carrière[11].
- Le nombre d'attaques cybernétiques visant le réseau informatique de l'administration américaine a bondi de plus de 40 % en 2008. L'Équipe de préparation aux situations d'urgence informatique a dénombré pas moins de 5 488 incidents d'accès non autorisé au réseau ou d'installation de programmes malveillants en 2008, contre seulement 3 928 incidents de ce type en 2007 et 2 172 en 2006. Selon le patron du contre-espionnage au bureau du directeur du renseignement national : « Les systèmes gouvernementaux sont constamment attaqués [...] Nous constatons [...] une augmentation continue et considérable de l'activité cybercriminelle et d'espionnage ». Les logiciels malveillants visent à contrôler ou voler des données sensibles. Cependant, les chiffres cités pourraient être incomplets, car « seulement 1 % des administrations fédérales ont des systèmes complets de détection ».
- Une erreur de pilotage serait la cause du crash de la semaine dernière dans l'État de New York faisant 50 morts. L'avion évoluait peu avant l'accident à une vitesse trop faible et dangereuse, ce qui a entraîné le déclenchement d'un signal d'alarme. Mais au lieu de diriger l'avant de l'avion vers le bas avant de redonner de la vitesse à l'appareil, le pilote aurait directement et brusquement remis les gaz entraînant la chute de l'avion. Le National Transportation Safety Board (NTSB), avait indiqué lundi que l'avion était en pilotage automatique peu avant l'accident, en violation des recommandations des autorités fédérales de l'aviation.

### Jeudi19 février 2009
Affaires diverses

Comté de Luzerne, Pennsylvanie

- La justice américaine a exigé que la banque suisse UBS révèle au fisc l'identité de quelque 52 000 clients américains titulaires de comptes secrets illégaux, représentant quelque 14,8 milliards de dollars d'actifs.
- Pennsylvanie : Deux juges du comté de Luzerne (320 000h), auraient touché plus de 2,6 millions de dollars (2 millions d'euros) de pots-de-vin pour condamner injustement des centaines d'adolescents à exécuter des peines dans des camps disciplinaires privés.

### Vendredi20 février 2009
Affaires diverses

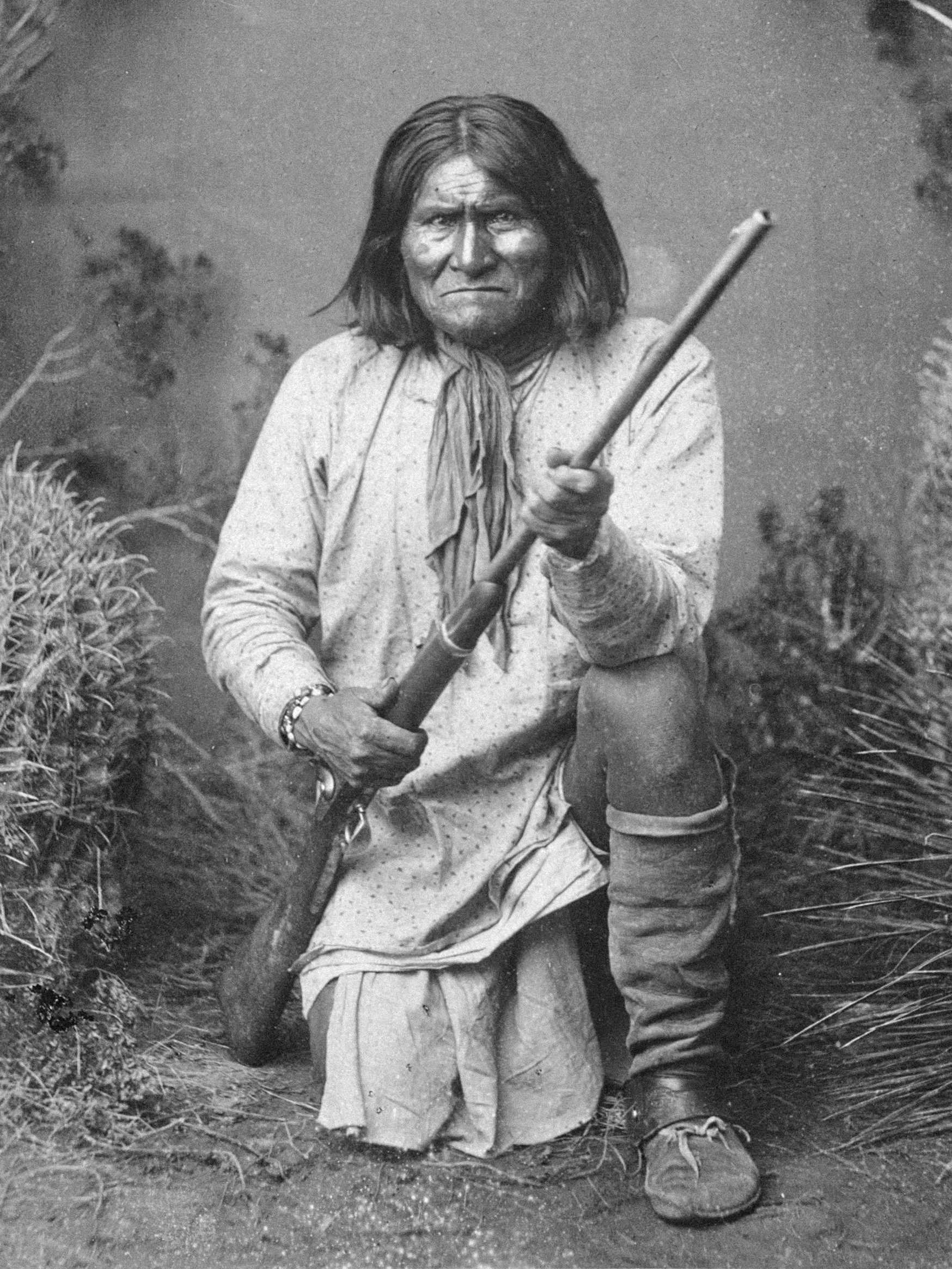
Geronimo
(1887)

- Le groupe pétrolier britannique British Petroleum accepte de payer 179 millions de dollars après une explosion meurtrière en 2005 dans une de ses raffineries au Texas qui avait entraîné une grave pollution, mais avait aussi fait 15 morts et plus de 170 blessés.
- Les descendants du chef Apache Geronimo demandent à la justice américaine, cent ans après sa mort de récupérer sa dépouille et ses objets funéraires afin de « libérer » son esprit.

### Samedi21 février 2009
Affaires diverses
- Les Razzie Awards (Framboises d'or), parodie des Oscars distinguant le pire de la production cinématographique et prix les moins convoités d'Hollywwod, ont été décernées. Le Canadien Mike Myers obtient le trophée du pire acteur pour Love Gourou. Paris Hilton a collectionné les trophées de la pire actrice, du pire couple à l'écran pour The Hottie and the Nottie et du pire second rôle féminin pour Repo! The Genetic Opera.
- Les Spirit Awards récompensent les productions indépendantes qui coûtent moins de 20 millions de dollars et dont une part significative du budget n'est pas issue du circuit des studios hollywoodiens. L'originalité compte au nombre des autres critères pris en compte pour les nominations. Ils ont été décernés à : 
  - The Wrestler, film de Darren Aronofsky a reçu le prix du meilleur film.
  - Entre les murs du Français Laurent Cantet a reçu le prix du meilleur film étranger.
  - Mickey Rourke reçoit le prix du meilleur acteur pour son rôle dans The Wrestler de Darren Aronofsky.
  - Melissa Leo reçoit le prix de la meilleure actrice pour son rôle dans Frozen River de Courtney Hunt.
  - James Franco reçoit le prix du meilleur second rôle masculin dans « Harvey Milk » de Gus Van Sant.
  - Penelope Cruz reçoit le prix du meilleur second rôle féminin dans Vicky Christina Barcelona de Woody Allen.

### Lundi23 février 2009
Politique

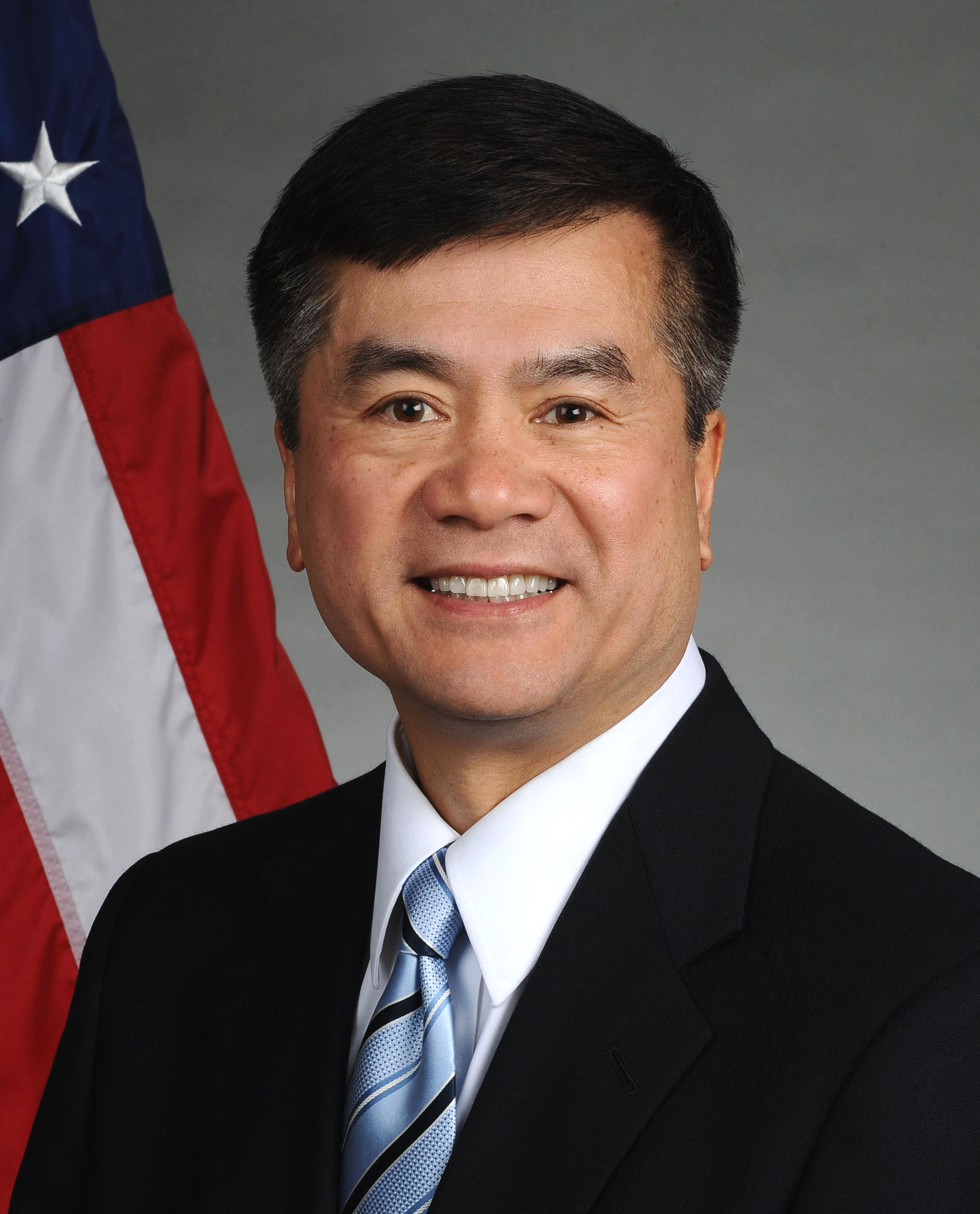
Gary Locke
(avril 2009)

- Le président Barack Obama, à l'ouverture d'un « sommet sur la responsabilité budgétaire » réunissant des dizaines d'experts, de parlementaires et de responsables gouvernementaux, promet  de réduire de moitié le déficit des États-Unis, actuellement de 2 000 milliards de dollars (13,8 % du PIB), d'ici à 2013 et à la fin de son mandat. Le déficit de l'exercice 2008-2009, a atteint 1 200 milliards de dollars, soit 8,3 % du produit intérieur brut. Ce chiffre ne tient pas compte du colossal plan de relance de l'économie de 787 milliards de dollars promulgué la semaine dernière.
- Nouvelle administration du président Barack Obama : L'ancien gouverneur de l'État de Washington (janvier 1997 - janvier 2005), Gary Locke (59 ans), d'origine chinoise, est pressenti pour devenir secrétaire d'État au commerce.  Il est le troisième homme pressenti pour occuper ce poste important — après Bill Richardson et Judd Gregg —, toujours vacant plus d'un mois après l'investiture du nouveau président américain.

### Mardi24 février 2009
Politique
- Dans son discours devant le Congrès, le président Barack Obama :
  - Affirme  son intention de diviser par deux le déficit fédéral, affirmant que son administration avait identifié 2 000 milliards de dollars d'économies sur 10 ans et cesserait de financer des programmes d'armes inutiles datant de la guerre froide.
  - Annonce que le plan fédéral pour sauver les banques américaines « va requérir des ressources importantes [...]  probablement plus que ce que nous avons déjà mis de côté [...] Mais si agir va coûter très cher, je peux vous assurer que ne pas agir coûterait encore plus cher », estimant que l'économie américaine pourrait mettre plus de dix ans à s'en remettre.
  - Assure aux ménages que leur épargne est solide : « Vous devez savoir que l'argent que vous avez déposé dans les banques du pays est en sécurité, votre assurance est sûre, vous pouvez continuer à compter sur le système financier [...] Ce n'est pas une source d'inquiétude ».
  - Annonce la création d'un fonds de prêts pour consommateurs et petites entreprises et demande au Congrès une loi rapide pour réglementer le système financier car il estime que ce sont les excès des marchés financiers qui ont conduit à la crise économique actuelle.
  - Promet de défendre les constructeurs automobiles américains en grande difficulté, estimant devant le Congrès et sous les applaudissements des parlementaires des deux chambres que « Nous nous engageons à tenir le cap d'une industrie automobile rénovée et recrée qui puisse soutenir la concurrence et gagner [...] Des millions d'emplois en dépendent. Des dizaines de villes en dépendent. Et je pense que le pays qui a "inventé" [(sic)] l'automobile ne peut pas l'abandonner ».

Affaires diverses

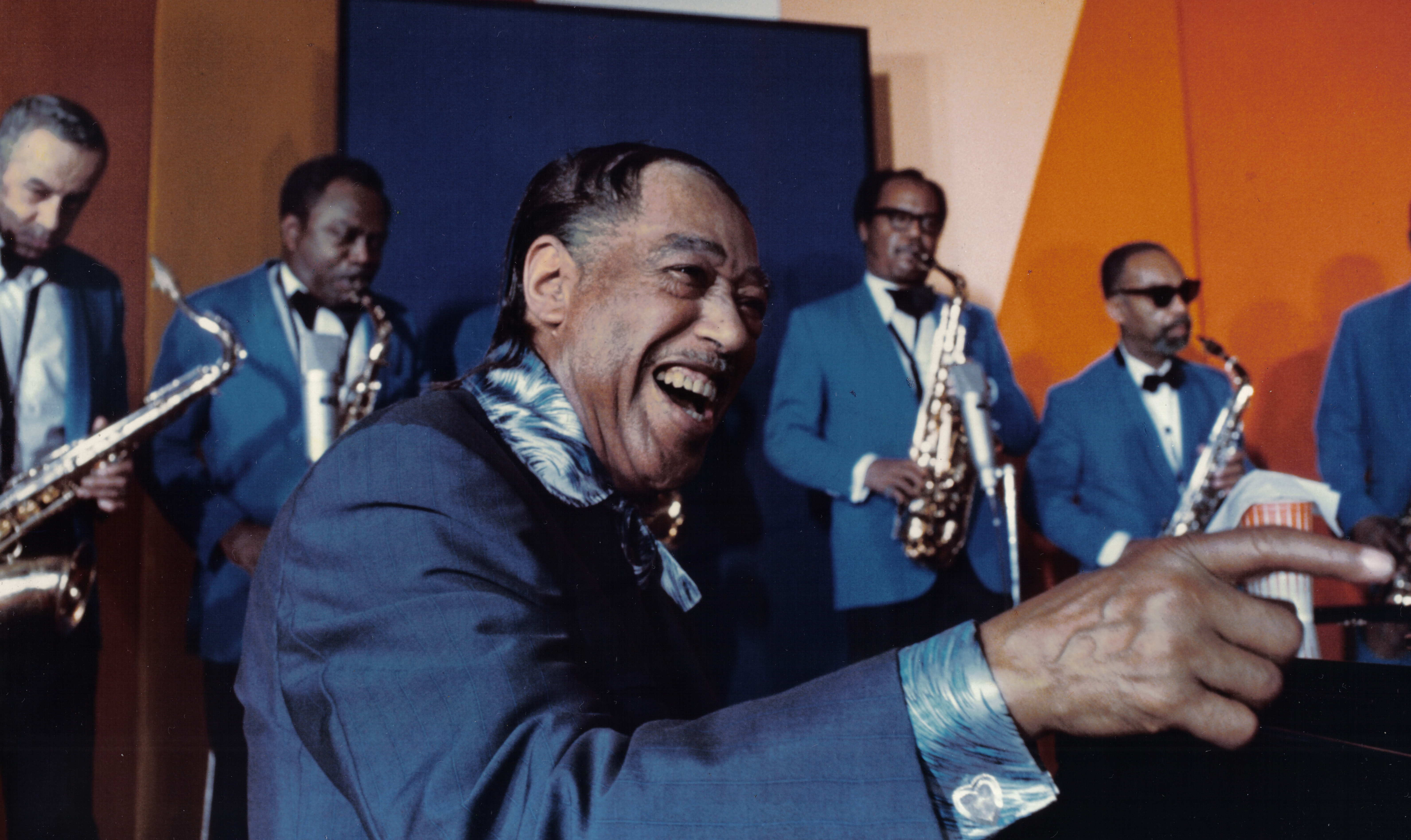
Duke Ellington
(1971)

- Lancement officiel au Musée national d'histoire américaine d'une pièce de 25 cents en l'honneur du  géant du jazz Duke Ellington (1899-1974). C'est la première fois qu'un Afro-Américain apparaît  seul sur une pièce de monnaie à son effigie aux États-Unis. Un autre Afro-Américain avait figuré sur une pièce en circulation mais dans un groupe avec les  explorateurs Lewis et Clark dont il était leur esclave et avec qui au début du XIXe siècle il avait réalisé l'exploit d'être  un des premiers à rejoindre l'océan Pacifique en traversant les États-Unis par voie de terre et à en revenir. D'autres Afro-Américains ont déjà figuré seuls sur des pièces mais uniquement commémoratives.
- La NASA échoue dans le lancement du  satellite chargé d'étudier les émissions de dioxyde de carbone (CO2), le principal gaz à effet de serre lié au réchauffement climatique. Le module qui le transportait n'a pas réussi à se séparer de la fusée peu après le lancement.
- Un  marchand d'armes Syrien, Monzer al-Kassar (63 ans), est condamné à 30 ans de prison dans une affaire de trafic d'armes au profit de la guérilla colombienne. Son associé,  le Chilien Luis Felipe Moreno Godoy est condamné à 25 ans de prison. En novembre, Monzer al-Kassar avait été jugé coupable par un tribunal new-yorkais de « complot visant à exporter des armes antiaériennes, soutenir les FARC (Forces armées révolutionnaires de Colombie), tuer des Américains, et blanchir de l'argent ». Il  avait été extradé depuis l'Espagne, à la demande des autorités américaines, à la condition qu'il ne risque pas d'être condamné à la peine de mort ou à la détention à vie.

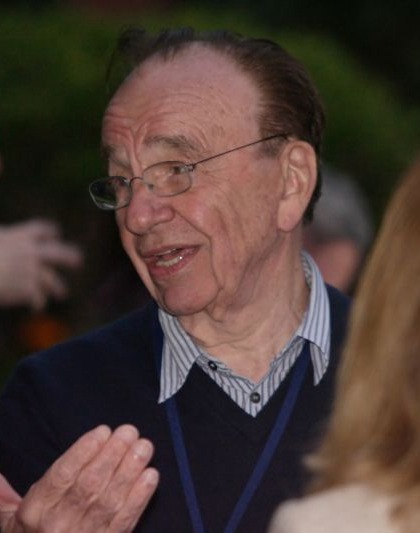
Rupert Murdoch
(août 2006)

- Rupert Murdoch, le magnat des médias en personne, présente ses excuses  pour la publication la mercredi dernier par le tabloïd New York Post d'une caricature controversée perçue par beaucoup comme une référence raciale au président Barack Obama. Le dessin représentait un policier qui vient d'abattre un singe, faisant référence à un chimpanzé tué lundi dernier par la police dans le Connecticut (nord-est) après avoir grièvement blessé une femme. Un autre collègue dit alors : « Ils vont devoir trouver quelqu'un d'autre pour rédiger le prochain plan de relance ». Pour Rupert Murdoch, le dessinateur a voulu ironiser sur le plan de relance mis au point par l'équipe de Barack Obama, premier président noir de l'histoire américaine. Le quotidien lui-même s'était excusé vendredi dernier, deux jours après la publication de ce dessin

### Mercredi25 février 2009
Politique
- La Chambre des représentants approuve  un projet de loi de budget en retard dit « Omnibus » pour l'année 2009, par 245 voix contre 178, d'un montant de 410 milliards de dollars.  Il contient neuf sections pour le fonctionnement de différents ministères, d'agences fédérales et du Congrès, pour l'année budgétaire 2009 qui a démarré le 1er octobre 2008. Ce texte remplace celui qui avait été rejeté par le Congrès sous l'administration de George W. Bush et qui prévoyait des coupes notamment dans les domaines de la santé, de l'éducation ou encore de la recherche.
- La Chambre des représentants  assouplit  les restrictions imposées à Cuba et autorise  les Américano-cubains à se rendre dans le pays une fois par an, au lieu d'une fois tous les trois ans et à y dépenser jusqu'à 179 dollars par jour.  Le projet étend la notion de « famille proche », justifiant un déplacement sur l'île, aux cousins, nièces, neveux, tantes et oncles, et non plus seulement aux parents, grands-parents, enfants et frères et sœurs.

Économie
- Californie : Le San Francisco Chronicle (groupe de presse Hearst Corporation est proche de la faillite, accumulant des pertes financières importantes qui remontent à 2001, avant même que la crise financière actuelle n'entraine un effondrement des recettes généralisé dans les médias.

Affaires diverses
- Coup de filet aux États-Unis contre le puissant cartel de la drogue mexicain Sinaloa avec l'arrestation de 52 personnes en Californie, dans le Minnesota, dans le Maryland et dans la banlieue de Washington DC. Depuis 21 mois, plus de 750 malfrats liés à ce cartel ont été interpellés. Le cartel de Sinaloa est accusé d'être responsable d'une flambée de violence dans la région : enlèvements, meurtres et autres crimes. En 2008, 6 000 personnes ont été tuées au Mexique, dans des affaires liées à la drogue.
- La famille d'un handicapé mental de 35 ans, tué en septembre 2008 par une décharge électrique de 50 000 volts, engage une procédure judiciaire pour obtenir 10 millions de dollars de dommages et intérêts de la police new-yorkaise pour l'usage d'un pistolet électrique Taser qui l'a fait tomber et a provoqué sa mort en  tombant tête la première sur le trottoir. Une vidéo amateur de l'incident a été diffusée dans le monde entier via Youtube, et a causé un intense débat sur l'utilisation de ce type d'armes électriques contre des personnes désarmées.   Une semaine après le décès du handicapé, le lieutenant de police qui avait ordonné le tir de Taser, s'est suicidé[12].

### Jeudi26 février 2009
Économie
- Le premier groupe de presse américain, Gannett, propriétaire notamment du quotidien USA Today, est en difficulté à cause des restrictions sur le marché des crédits bancaires et de la récession. La direction du groupe a décidé de verser aux actionnaires un dividende de 4 cents par action  au lieu des 40 cents versés précédemment, afin de dégager 365 millions de dollars de liquidités pour rembourser ses dettes et assouplir ses marges de manœuvres financières.

Affaires diverses
- Affaire Stanford : Une responsable du groupe financier Stanford Financial Group du milliardaire Allen Stanford, accusée d'une fraude portant sur 8 milliards de dollars, est  arrêtée à Houston (Texas) et accusée d'entrave à la justice pour avoir fait des déclarations mensongères sous serment aux représentants de la SEC, le gendarme de la Bourse américaine, qui l'avaient convoquée le 10 février à Fort Worth (Texas), « dans le but de faire obstruction à leur enquête ».

### Vendredi27 février 2009
Économie
- L'organisme américain de refinancement hypothécaire, Fannie Mae, annonce 58,7 milliards de dollars (environ 46,1 milliards d'euros) de pertes due essentiellement à des éléments exceptionnels au second semestre, et réclame au Trésor une aide supplémentaire de 15,2 milliards de dollars pour couvrir son déficit. Cette somme lui permettrait d'éviter le déclenchement d'une procédure de faillite, au 31 décembre 2008, le montant de son passif dépassait celui des actifs de 15,2 milliards de dollars et le groupe  totalisait pour 119,2 milliards de dollars (environ 93,7 milliards d'euros) de prêts en défaut de paiement.

Affaires diverses

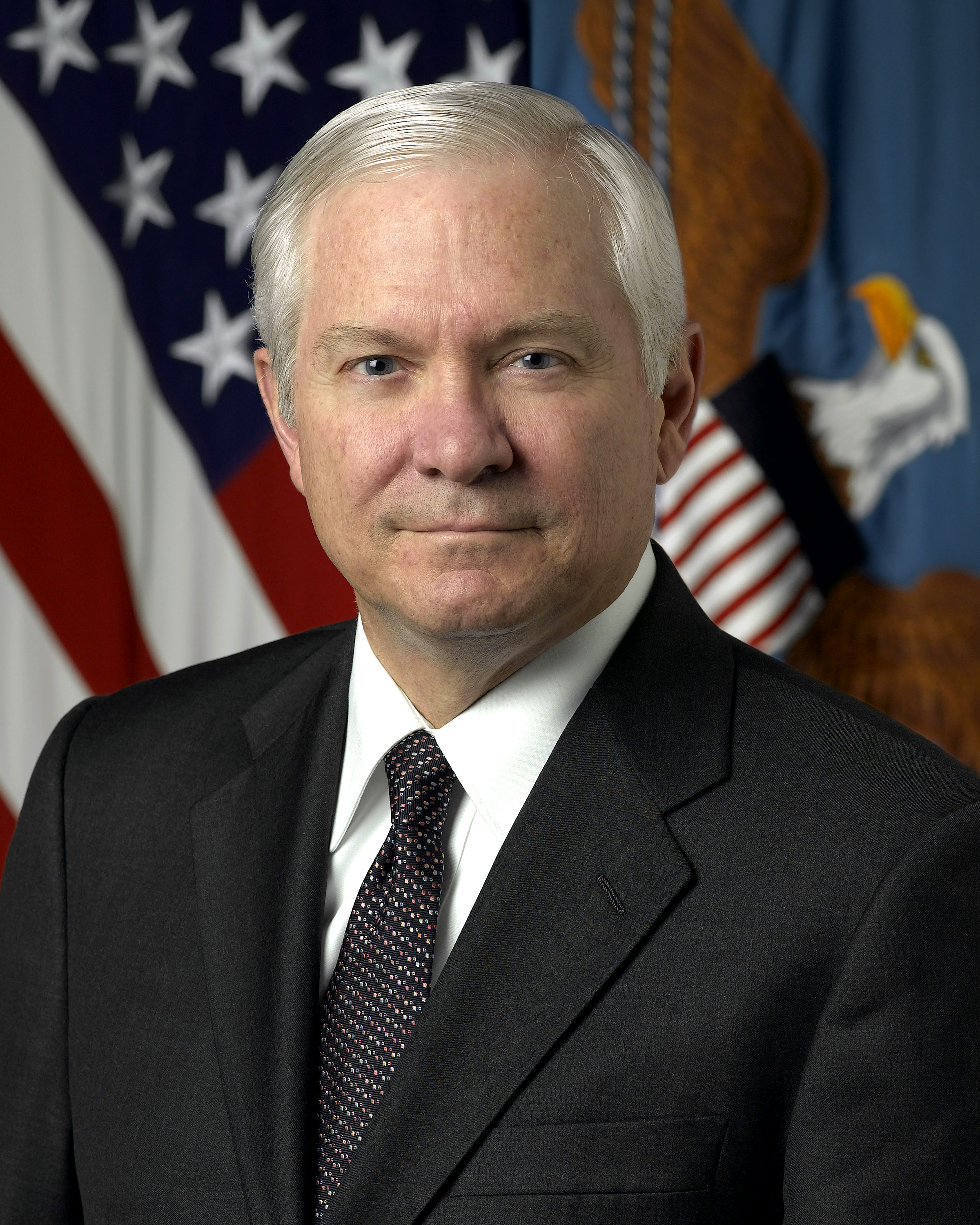
Robert Gates
(décembre 2006)

- Le ministre de la Défense Robert Gates lève l'interdiction décidée en 1991 par le président George H. W. Bush. Les médias vont pouvoir diffuser des images des cercueils des soldats tués dans les guerres à l'étranger, à condition que les familles donnent leur accord. Les organisations de presse ont été autorisés à prendre des photos des cercueils recouverts de la bannière étoilée arrivant à la base aérienne de Dover, dans le Deleware, si les proches acceptent. Le but étant, selon  l'amiral Mike Mullen, chef de l'état-major interarmées,  de répondre aux attentes des familles de la façon la plus digne possible.
- Le prix Nobel de la paix Elie Wiesel a qualifié l'escroc Bernard Madoff, accusé d'une gigantesque fraude, de « psychopathe » : « Psychopathe est un mot trop gentil pour le qualifier [...] Il faudrait inventer n'importe quoi pour le faire souffrir [...] Il devrait être placé à l'isolement pendant au moins cinq ans avec un écran sur lequel seraient diffusées des photos de ses victimes [...] Il devrait être présenté à des juges qui trouveraient un châtiment ». La Fondation Elie Wiesel, vouée à l'entretien de la mémoire de l'Holocauste, mène des programmes de sensibilisation à l'antisémitisme auprès des jeunes, en organisant concours et conférences internationales, elle avait donné en gestion à la société de Bernard Madoff la quasi-totalité de ses avoirs soit plus de 15 millions de dollars[13].

### Samedi28 février 2009
Affaires diverses
- Californie : le gouverneur Arnold Schwarzenegger décrète l'état d'urgence en raison d'une troisième année consécutive de sécheresse, qui pourrait se traduire par des rationnements en eau. : « Malgré les récentes précipitations, la Californie affronte sa troisième année de sécheresse consécutive et nous devons nous attendre à pire : une quatrième, une cinquième voire une sixième année de sécheresse ». Le printemps et l'été 2008 ont été les plus secs jamais enregistrés en Californie, avec des précipitations inférieures de 76 % à la moyenne, occasionnant des pertes de revenus pour l'agriculture de 300 millions de dollars à ce jour, qui pourraient atteindre 2 milliards de dollars lors de la saison à venir, avec une perte totale pour l'économie de 3 milliards de dollars en 2009. Le décret demande aux citadins de Californie de réduire leur consommation d'eau et appelle les administrations publiques à appliquer un plan de réduction de la consommation des ressources en eau.